# Dicladispa occator
Dicladispa occator es una especie de insecto coleóptero de la familia Chrysomelidae.
Fue descrita científicamente en 1838 por Gaspard Auguste Brullé.